# ادم ریوی در ارتفاع زیاد
اِدم ریوی در ارتفاع زیاد (انگلیسی: High-altitude pulmonary edema) یک ادم ریوی خطرناک است که معمولاً در انسان‌های سالم در ارتفاعت زیاد رخ می‌دهد. این بیماری معمولاً در ارتفاعات بالای ۲۵۰۰ متر رخ می‌دهد.  ادم ریوی معمولاً در افرادی که به طور عادی در ارتفاع پایین زندگی می‌کنند و سپس به ارتفاع بالاتر می‌روند رخ می‌دهد.  تغییرات فیزیولوژیک ناشی از ارتفاعات: قرار گرفتن در ارتفاع بالاتر از حد طبیعی، باعث ایجاد تغییرات فیزیولوژیک در عملکرد دستگاه های مختلف بدن می شود. شایع ترین تغییرات فیزیولوژیک افزایش هموگلوبین خون جهت امکان جذب بیشتر اکسیژن موجود است که واکنشی در مقابل هیپوکسی نسبی ارتفاعات، در اثر کاهش فشار نسبی اکسیژن می باشد. این تغییرات پس از چند ساعت تا چند روز از استقرار در ارتفاع و در جهت سازگاری بیشتر بدن با شرایط محیط ایجاد می شود . ولی تغییرات حادی نیز بلافاصله پس از مواجهه با شرایط هیپوکسی در ارتفاعات رخ می دهد که کاهش ظرفیت هوایی به میزان ۲ / ۴ به ازا هر ۱۰۰۰ متر افزایش ارتفاع و متعاقب آن تاکی پینه می باشد. ادم ریوی ناشی از ارتفاعات عامل بیشترین مرگ و میر ناشی از بیماری های مرتبط با ارتفاعات می باشد. همانند بیماری حاد کوهستان بروز این بیماری نیز به سرعت صعود، میزان ارتفاع و خصوصیات فردی وابسته است.  